# ميخائيل جون أوليري
ميخائيل جون أوليري (بالإنجليزية: Michael John O'Leary)‏ هو عسكري أيرلندي، ولد في 29 سبتمبر 1890 في Macroom ‏ في جمهورية أيرلندا، وتوفي في 2 أغسطس 1961 في إيزلينغتون ‏ في المملكة المتحدة.